# Tres Quintas
Tres Quintas ist eine Ortschaft in Uruguay.

## Geographie
Sie befindet sich im westlichen Teil des Departamento Río Negro in dessen Sektor 3. Das Gebiet nordwestlich des Ortes wird als Cuchilla Bella Vista bezeichnet. In einigen Kilometern westnordwestlicher Richtung liegt San Javier. Dort verläuft auch der Río Uruguay. Südöstlich des Ortes ist Bellaco gelegen.

## Infrastruktur
Tres Quintas liegt an der Ruta 24.

## Einwohner
Der Ort hatte bei der Volkszählung im Jahr 2011 149 Einwohner, davon 77 männliche und 72 weibliche.
| Jahr | Einwohner |
| ---- | --------- |
| 1963 | N.N.      |
| 1975 | N.N.      |
| 1985 | N.N.      |
| 1996 | N.N.      |
| 2004 | 100       |
| 2011 | 149       |

Quelle: Instituto Nacional de Estadística de Uruguay